# Quantitative Literaturwissenschaft
Quantitative Literaturwissenschaft (gelegentlich auch: Exakte Literaturwissenschaft) ist ein Begriff für eine Spezialdisziplin der Literaturwissenschaft, den der Aachener Physiker Wilhelm Fucks (1968: 77, 88) für die statistische Untersuchung literarischer Texte vorschlägt. „Eine quantitative Literaturwissenschaft kann uns durch die Abbildung von Sachverhalten in Texten auf mathematische Modelle besser verstehen lehren, was eigentlich im Autor vorgeht oder von ihm getan wird, wenn er seine Werke verfasst. Dabei wird der Autor sich dessen, was er formal tut, im allgemeinen kaum bewusst sein.“ Fucks beantwortet damit die von Helmut Kreuzer schon 1965 gestellte „Frage nach den Möglichkeiten und Grenzen einer ‚exakten‘ Literaturwissenschaft (mit streng formalisierten Beschreibungen und von der Individualität des Forschers unabhängigen Resultaten)“ entschieden positiv und kennzeichnet sie als interdisziplinären Überdeckungsbereich von Quantitativer Literaturwissenschaft, Quantitativer Linguistik und Sprachstatistik.

„Es geht hier nicht um eine Ablehnung der tradierten, ideen- und formengeschichtlichen, stilkritischen und werkinterpretatorischen Betrachtungsweisen, deren Fruchtbarkeit und Notwendigkeit wir entschieden bejahen [...], sondern um die Frage, ob noch andere Methoden der Textanalyse wissenschaftlich sinnvoll und für die bessere Sicherung und präzisere Formulierung wenigstens partieller Resultate der älteren Methoden nutzbar sind.“

Der Literaturwissenschaftler Toni Bernhart (2008: 56) fasst später wie folgt zusammen: „Unter dem Programmbegriff ›Quantitative Literaturwissenschaft‹ lassen sich zählende, messende, mathematische, statistische und computergestützte Verfahren zusammenfassen, sofern sie in der Literaturwissenschaft Verwendung finden.“ Seinen speziellen Anwendungs- und Demonstrationsbereich bildet dabei die sogenannte Berlin-Kay-Hypothese, bei der es um Universalien bei der sprachlichen Erfassung von Farben in den Sprachen der Welt geht.

## Historische Aspekte und Themen
Im 19. Jahrhundert wurden unter anderen statistische Untersuchungen zu Verstypen und Anfang des 20. Jahrhunderts zum Rhythmus durchgeführt.
Im Rahmen der Trivialliteratur-Forschung  Anfang der 1970er Jahre entwickelte Burghard Rieger quantitativ-statistische Verfahren zur Ermittlung lexikalischer Regularitäten und ihrer Veränderungen in der Zeit. In numerischen Analysen des Sprachmaterials studentischer Lyrik aus über 150 Jahren lassen sich dabei  poetologische Normen identifizieren und als sog. Abweichungsregularitäten von den eingeschliffenen Systemen des Trivialen sichtbar machen, womit auch deren literatur-ästhetische Bewertung – von der singulären Metapher zum massenhaften Klischee – überprüfbar nachgewiesen und im Einzelnen empirisch-quantitativ belegt werden kann.
Eine wegbereitende Aufsatzsammlung ist der von Helmut Kreuzer und Rul Gunzenhäuser herausgegebene Sammelband Mathematik und Dichtung, der 1965 erschien und bisher vier Auflagen erfuhr. Gelegentlich wird auch im Rahmen der literaturwissenschaftlichen Methodenlehre auf statistische Verfahren hingewiesen.
Am Beispiel von Goethes Ballade "Erlkönig" demonstrieren Altmann & Altmann (2008) einige der Möglichkeiten, die heutige Quantitative Linguistik auf ein literarisches Werk anzuwenden. Weitere ausführliche Analysen gelten dem Thema "Reim" und den Sonetten.
Auf die Rolle quantitativer Verfahren in der russischen Literaturwissenschaft machen Grzybek und Kelih (2005) in zwei Beiträgen aufmerksam.

### Chronologie nachgewiesener Publikationen
Ein wichtiges Thema der Quantitativen Literaturwissenschaft ist auch die Frage nach der Identität anonymer Autoren. Ein weiterer Themenbereich ist die mit statistischen Methoden betriebene Stilistik, eine Quantitative Stilistik also, bei der einzelne Autoren, Werke, Epochen, aber auch Funktionalstile wie der Stil der Alltagssprache, der Stil der Presse und Publizistik etc. hinsichtlich ihres Sprachstils charakterisiert und miteinander verglichen werden. Die Aufgaben betreffen also nicht nur literarische Werke, werden aber mit Gewinn auch auf diese angewendet.
Ein weiteres Thema ist die Objektivierung literarischer Wertungen, die u. a. dadurch erreicht werden kann, dass man Versuchspersonen ein semantisches Differential bearbeiten lässt.